# Форт Сент-Енар (Франция)
Форт Сeнт-Енар (фр. Fort du Saint-Eynard) — находится на вершине горы Сент-Енар массива Шартрёз. Форт являлся частью укреплений Гренобля. Он возвышается над городом на 1338 метров. Неприступный вид форта и обзорная площадка на горные цепи делают это место привлекательным для туристов (около 20 000 посетителей в год).

## История
Форт Сeнт-Енар был построен между 1875 и 1879 и играл решающую роль в зашите Гренобля. Этот форт входит в цепочку военных укреплений вокруг Гренобля. Среди них есть также Форт Бурсе, Форт Мюрье, форт четырёх лордов и форт Монтави, которые были построены в этот период времени. Форт Комбуар был последним в 1888 году.
Форт Сeнт-Енар никогда не участвовал в боевых действиях. В 1963 году он был продан двум городкам Коренк и Саппе ан Шатрёз по цене 60 000 франков того времени. Оставленный городами на произвол судьбы, опустошённый хулиганами, форт перешёл наконец в руки частного предприятия L’ENTRETIEN IMMOBILIER в 1991 году и был полностью перестроен. В 1995 году в форте был открыт ресторан. С тех пор предприятие-собственник содержит форт в порядке с помощью ассоциации добровольцев-историков, которые проводят по нему экскурсии.

## Описание

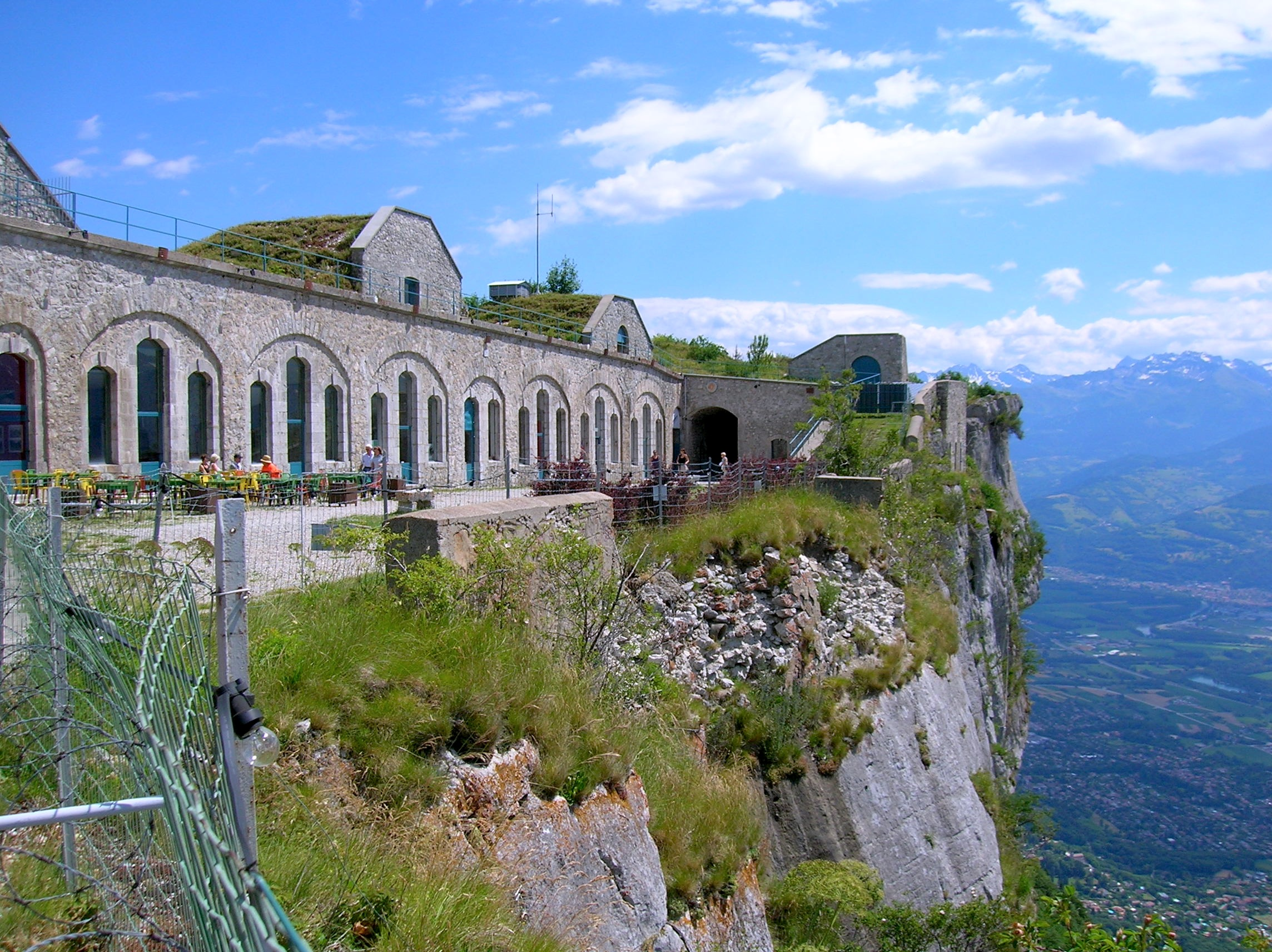
Форт Сент Енар

Форт Сент-Енар был предназначен для защиты высот Шартреза, деревень Сарсена, Ке-ан-Шартрёз, Сент-Эгрев. Он находился на пути из Савойи через перевал Порт, что позволяло контролировать ущелье Ла-Ванс и возможное наступление на форт Бурсе, расположенный на 700 метров ниже Сент-Енара в деревне Коренк. Форт Сент-Нар, расположенный напротив горной цепи Бельдон, предупреждал наступление войск из Италии по долине Грезиводан.
Стоимость форта Сент-Енар составила 1 155 833 франков. Строительство форта было сложным из-за высоты, ветра и суровых зим. Работали 300 итальянских рабочих и 115 солдат. Сырьё поступало из Коренка и Ле-Саппе-ан-Шартрёза. Форт на 90 % расположен в коммуне Ле-Саппе-ан-Шартрёз, а остальная часть расположена в коммуне Коренк (склоны и скалы).
Форт имеет постройки общей площадью 65 000 м², разделенных на 4 здания, расположенных в форме V, с площадью около 2375 м². Есть кухня, санчать, хлебопекарня, конюшня на 5 лошадей, голубятня для связи с городом (в настоящее время — часовня), склад боеприпасов и 12 казематов для солдат, площадью около 100 м². Солдаты жили в здании в три этажа, где внизу был продовольственный склад. Форт был рассчитан на 477 человек. Вооружение составляло 19 пушек.